# سفارت لبنان در اتاوا
سفارت لبنان در اتاوا (به انگلیسی: Embassy of Lebanon) یک سفارت در کانادا است که در اتاوا واقع شده‌است.